# Malenska vas
Malenska vas je naselje v Občini Mirna Peč.